# Erschleichen von Leistungen
Das Erschleichen von Leistungen ist im deutschen Strafrecht ein Straftatbestand, der im 22. Abschnitt des Besonderen Teils des Strafgesetzbuchs (StGB) in § 265a StGB normiert ist. Die Vorschrift zählt zu den Vermögensdelikten.
§ 265a StGB stellt es unter Strafe, eine Leistung zu erschleichen, ohne das hierfür geschuldete Entgelt zu entrichten. Zu den Leistungen zählen die Leistung eines Automaten und eines öffentlichen Zwecken dienenden Telekommunikationsnetzes, die Beförderung durch ein Verkehrsmittel sowie der Zutritt zu einer Veranstaltung oder einer Einrichtung. Die strafbare Handlung liegt in dem Erschleichen einer solchen Dienstleistung. Die Vorschrift wurde in das StGB aufgenommen, um eine Strafbarkeitslücke des Betrugs (§ 263 StGB) zu schließen. Dieser setzt tatbestandlich die Täuschung eines Menschen voraus. Daher kann er Sachverhalte nicht erfassen, in denen sich der Täter einen Vermögensvorteil verschafft, indem er Prüfvorrichtungen von Automaten überlistet. Als im frühen 20. Jahrhundert zunehmend Kontrollpersonal durch mechanischen Vorrichtungen ersetzt wurde, etwa Schaffner durch Ticketautomaten, sah der Gesetzgeber hierin eine Schutzlücke, die er durch Einführung des § 265a StGB schließen wollte.
Für das Erschleichen von Leistungen können eine Freiheitsstrafe bis zu einem Jahr oder eine Geldstrafe verhängt werden. Damit handelt es sich gemäß § 12 Abs. 2 StGB um ein Vergehen.
Laut Polizeilicher Kriminalstatistik wurden 2022 in Deutschland 133.915 Fälle des § 265a StGB angezeigt. Im Vergleich mit anderen Tatbeständen wird das Delikt damit häufig gemeldet. Den Hauptanwendungsfall stellt das Erschleichen von Beförderungsleistungen dar. Die Aufklärungsquote liegt mit beinahe 100 Prozent im Vergleich zu anderen Deliktsgruppen auf weit überdurchschnittlichem Niveau.
In Österreich stellt § 149 StGB das Erschleichen von Leistungen unter Strafe. Diese Norm ist im Vergleich zur deutschen Norm tatbestandlich enger gefasst: § 149 Abs. 1 StGB droht eine Freiheitsstrafe von bis zu einem Monat oder eine Geldstrafe an, wenn sich jemand durch die Täuschung über Tatsachen die Beförderung oder den Zutritt zu einer Veranstaltung erschleicht. Da die Norm an eine Täuschung anknüpft, handelt es sich anders als bei der deutschen Regelung nicht um eine Auffangregelung zum Betrug, sondern um dessen strafmildernde Privilegierung. Das Erschleichen von Beförderungsleistungen stellt in Österreich lediglich eine Verwaltungsübertretung dar. Eine Auffangfunktion erfüllt hingegen § 149 Abs. 2 StGB, der auf das Täuschungsmerkmal verzichtet und das Erschleichen von Leistungen aus einem Automaten unter Strafe stellt. Im Schweizer Strafrecht enthält Art. 150 StGB eine Bestimmung zur Leistungserschleichung, deren Tatbestand weitgehend mit dem der deutschen Norm übereinstimmt. Anders an in Deutschland geht die Schweizer Rechtsprechung allerdings davon aus, dass das schlichte Schwarzfahren keine strafbare Leistungserschleichung darstellt.

## Normierung und Schutzzweck
Der in § 265a StGB normierte Tatbestand des Erschleichens von Leistungen lautet seit seiner letzten Änderung vom 24. Dezember 1997 wie folgt: 
(2) Der Versuch ist strafbar.
§ 265a StGB dient dem Schutz des Vermögens: Er soll verhindern, dass vermögenswerte Leistungen in Anspruch genommen werden, ohne dass das hierfür geschuldete Entgelt entrichtet wird. Aufgrund dieses Schutzzwecks findet der Tatbestand lediglich auf Leistungen Anwendung, die gegen Entgelt erbracht werden. In systematischer Hinsicht flankiert die Norm den Betrugstatbestand. Sie schließt eine Lücke, die sich daraus ergibt, dass der Betrugstatbestand die Täuschung eines Menschen voraussetzt, woran es bei der Erschleichung der im Tatbestand genannten Leistungen in aller Regel fehlt.

## Entstehungsgeschichte

### Einführung durch Gesetz vom 28. Juni 1935
Anlass zur Schaffung des § 265a StGB war eine Entscheidung des Reichsgerichts. Dieses hatte über die missbräuchliche Nutzung eines öffentlichen Münzfernsprechers zu entscheiden, in den der Täter statt den geschuldeten Groschen breitgeklopfte 2-Reichspfennig-Stücke warf. Das Gericht verneinte eine Strafbarkeit wegen Betrugs (§ 263 StGB). Ein solcher hätte vorausgesetzt, dass ein Mensch über eine Tatsache getäuscht wurde. Hieran fehlte es im Fall, da die einzige Kontrolle der Münzen durch den Automaten stattfand, es also an einem menschlichen Täuschungsadressaten fehlte. Auch andere Delikte, etwa die Entziehung elektrischer Energie (§ 248c StGB) und die Geldfälschung (§ 146 StGB) hielt das Reichsgericht nicht für verwirklicht.
Bei anderen Leistungen, die typischerweise einem großen Publikum offen stehen, zeigte sich ein ähnliches Problem. Hier wurden zunehmend Automaten anstelle von Personal eingesetzt, um Kunden die Berechtigung zur Inanspruchnahme der Leistung zu erteilen (beispielsweise durch Ausstellen einer Fahrkarte) oder das Bestehen einer solchen zu überprüfen (beispielsweise durch ein Drehkreuz). Eine Strafbarkeit wegen Betrugs schied in solchen Fällen aus, da sich der Täter den Zugang zur Leistung nicht durch das Überlisten eines Menschen verschaffte, sondern durch das Umgehen oder Überwinden einer automatisierten Vorrichtung. Damit bestand eine Strafbarkeitslücke. Um diese zu schließen, wurde durch Gesetz vom 28. Juni 1935 mit Wirkung zum 1. September 1935 die Strafnorm des § 265a StGB in das Strafgesetzbuch aufgenommen.

### Weitere Entwicklungen
Am 4. August 1953 führte der Gesetzgeber ein Strafantragserfordernis für ausgewählte Fälle mit vermindertem Unrechtsgehalt ein. Am 1. September 1976 erweiterte er den Kreis der Tatobjekte um die Leistung eines Fernmeldenetzes. Anlass hierzu gab die Befürchtung, dass die zunehmende Automatisierung des Fernmeldeverkehrs dazu ausgenutzt wird, um Gebührenkontrollen durch technische Manipulationen zu umgehen. Am 24. Dezember 1997 ersetzte der Gesetzgeber den Begriff des Fernmelde- durch den des Telekommunikationsnetzes. Hierdurch wollte er die Norm an die Begriffswahl des am 25. Juli 1996 in Kraft getretenen Telekommunikationsgesetzes anpassen.

### Gegenwärtige Kritik und Reformvorschläge
§ 265a StGB sieht sich einiger Kritik aus Rechtswissenschaft und Politik ausgesetzt. Dies betrifft vor allem seine in der Praxis mit großem Abstand relevanteste Fallgruppe, das Erschleichen von Beförderungsleistungen. Seit langem ist umstritten, ob dieses Fehlverhalten hinreichend schwer wiegt, um die Strafandrohung zu rechtfertigen. Stimmen, die dies verneinen, fordern teilweise die ersatzlose Streichung des § 265a StGB. Andere drängen darauf, § 265a StGB auf Verhaltensweisen zu beschränken, die hinsichtlich ihrer Begehung und ihres Unrechtsgehalts mit einem Betrug vergleichbar sind. Andere schlagen wiederum vor, die Erschleichung einer Beförderungsleistung aus dem Kreis der Begehungsweisen des § 265a StGB herauszunehmen und zu einer Ordnungswidrigkeit herabzustufen. Die grundsätzliche Herabstufung des Schwarzfahrens zu einer bloßen Ordnungswidrigkeit schlug auch der Bundesrat in zwei Gesetzesvorschlägen vor. Dort sprach er sich dafür aus, § 265a StGB auf wiederholtes Vorgehen und auf die Umgehung von Kontrolleinrichtungen anzuwenden. Beide Entwürfe wurden jedoch nicht umgesetzt. Autoren, die das Schwarzfahren als hinreichend strafwürdig ansehen, schlagen vor, die Tatbestandshandlung neu zu formulieren, damit das Schwarzfahren eindeutiger als bisher erfasst wird.

## Heutiger Tatbestand

### Erschleichen
§ 265a StGB setzt voraus, dass der Täter eine der im Tatbestand genannten entgeltlichen Leistungen erschleicht. Welche Verhaltensweisen ein Erschleichen darstellen können, richtet sich im Einzelnen nach den jeweiligen Leistungen. Umstritten ist jedoch bereits, was variantenübergreifend das prägende Merkmal des Erschleichens ist:
Nach einer älteren, heute nur noch vereinzelt vertretenen Ansicht liegt ein Erschleichen bereits dann vor, wenn der Täter die Leistung in Anspruch nimmt, ohne hierzu berechtigt zu sein.
Die inzwischen vorherrschende Auffassung interpretiert dieses Merkmal restriktiver und verlangt ein täuschungsartiges Verhalten. Zum einen könne bereits begrifflich das unbefugte Nutzen nicht als Erschleichen bezeichnet werden. Zum anderen werde die Gegenansicht der Verwandtschaft des § 265a StGB mit dem Tatbestand des Betrugs nicht gerecht. Da § 265a StGB Handlungen erfassen soll, die allein wegen des Fehlens eines Täuschungsadressaten nicht unter den Betrugstatbestand subsumiert werden können, müsse das Erschleichen von seiner Qualität her mit einer Täuschung im Sinne des § 263 StGB vergleichbar sein. Erforderlich sei daher, dass der Täter zum Ausdruck bringt, die Vorteile der Leistung empfangen zu wollen, ohne hierfür das Entgelt zu entrichten. Hierfür kommen insbesondere das Klettern über eine Absperrung, das Umgehen einer Kontrollperson oder das Vermeiden anderer Sicherungsmaßnahmen in Betracht.

### Tatbestandsmäßige Leistung

#### Leistung eines Automaten
Als Automaten gelten Geräte, die durch menschliche Bedienung dazu veranlasst werden können, selbstständig Berechnungen vorzunehmen oder Verrichtungen auszuführen. Unterschieden werden Leistungs- und Warenautomaten. Zu ersteren zählen Geräte, bei denen der Benutzer das Entgelt dafür erbringt, dass der Automat eine Leistung erbringt. Dies ist beispielsweise bei Musik- und Spielautomaten, Ferngläsern mit Münzeinwurf und Ladeterminals für die Aufladung von Prepaid-Karten der Fall. Bei einem Warenautomaten hingegen entrichtet der Benutzer das Entgelt dafür, dass der Automat eine Ware ausgibt, was beispielsweise auf Getränkeautomaten zutrifft.
Einigkeit besteht darüber, dass § 265a StGB sich auf Leistungsautomaten bezieht. Umstritten ist demgegenüber, ob er auch Warenautomaten erfasst. Nach überwiegender, von der Rechtsprechung geteilter, Ansicht fallen diese nicht in den Anwendungsbereich des § 265a StGB, da diese Vorschrift explizit von einer Leistung spricht. Außerdem sei das Manipulieren von Warenautomaten bereits von anderen Tatbeständen erfasst: das Aufbrechen und Entnehmen des Inhalts falle beispielsweise unter den Diebstahlstatbestand (§ 242 StGB). Da § 265a StGB lediglich lückenschließende Funktion habe, sei die Norm ihrem Zweck nach nicht anwendbar, wenn das Handeln des Täters bereits unter eine andere Strafnorm fällt. Die Gegenansicht sieht dagegen auch Warenautomaten als Tatobjekte an, da die Abgrenzung von Waren- und Leistungsautomaten aufgrund der Vielfalt möglicher Automatenfunktionen regelmäßig mit großer Unsicherheit verbunden sei, sodass weitgehend zufällige Ergebnisse zu befürchten seien. Die Auffangfunktion des § 265a StGB könne zweckmäßiger bei der abschließenden Prüfung der Konkurrenz zwischen mehreren verwirklichten Delikten berücksichtigt werden als bei der Tatbestandsauslegung.
Die Leistung des Automaten wird erschlichen, indem der Täter den Kontrollmechanismus des Geräts in einer täuschungsähnlichen Weise überlistet. Dies kann beispielsweise durch das Verwenden von Falschgeld zur Überwindung eines Münzprüfers oder durch das Verwenden einer gefälschten Pay-TV-Dekoderkarte geschehen.

#### Leistung eines öffentlichen Zwecken dienenden Telekommunikationsnetzes
Ein Telekommunikationsnetz ist gemäß § 3 Nr. 27 TKG ein System, das der Datenübertragung dient. Hierzu zählen beispielsweise Telefon- und Rundfunknetze sowie das Internet. Das Kommunikationsnetz dient öffentlichen Zwecken, wenn es wenigstens maßgeblich zur Nutzung durch die Öffentlichkeit bestimmt ist. Die Leistung eines solchen Netzes liegt im Herstellen einer Kommunikationsmöglichkeit. Sie wird erschlichen, indem der Täter eine Vorrichtung überwindet, die sicherstellen soll, dass die Leistung nur entgeltlich genutzt wird. Dies ist beispielsweise der Fall, wenn der Täter die Zugangssperre eines Bezahlfernsehen-Programms umgeht oder ein Münztelefon mit Falschgeld bedient. Oftmals, etwa beim Gebrauch einer Telefonkartenattrappe stellt sich die Leistungserschleichung zugleich als ein Computerbetrug (§ 263a StGB) dar, der dem Tatbestand des § 265a StGB vorgeht. Dies schmälert die praktische Relevanz dieser Begehungsform.

#### Beförderung durch ein Verkehrsmittel

##### Unstrittige Fälle
Gegenstand dieser Tatbestandsvariante ist eine Beförderungsleistung, etwa durch Bus, Bahn oder Taxi. In Bezug auf Beförderungsmittel ist besonders umstritten, unter welchen Voraussetzungen von einem tatbestandsmäßigen Erschleichen ausgegangen werden kann. 
Unstreitig tatbestandsmäßig handelt, wer sich die Leistung verschafft, indem er Kontrolleinrichtungen ausschaltet oder umgeht. Beispielhaft sind das Betreten des Beförderungsmittel durch einen Notausgang, das gezielte Verstecken vor einem Kontrolleur und das Nutzen einer bereits entwerteten Karte.
Unstreitig nicht tatbestandsmäßig handelt demgegenüber ein Nutzer, der zwar das geschuldete Entgelt erbracht hat, die Leistung jedoch aus anderen Gründen nicht in Anspruch nehmen darf, etwa weil er seinen Fahrschein nicht mitführt, obwohl der Betreiber dies vorschreibt. In diesem Fall ist das Schutzgut des § 265a StGB, das Vermögen, nicht berührt.
Nach § 265a StGB macht sich überdies nach allgemeiner Ansicht nicht strafbar, wer die Leistung für einen längeren Zeitraum in Anspruch nimmt, als es ihm sein anfänglich entrichtetes Entgelt gestattet, wer also länger im Beförderungsmittel verweilt, als er dürfte. Da der Täter die Leistung zu Beginn der Beförderung in rechtmäßiger Weise in Anspruch nimmt, kann das unterbleibende Entfernen nur als Unterlassen strafbar sein. Eine solche Strafbarkeit setzt gemäß § 13 Abs. 1 StGB voraus, dass den Täter die Rechtspflicht trifft, den Erfolgseintritt abzuwenden. Zwischen dem Täter und dem Geschädigten besteht jedoch keine hinreichend enge Beziehung, die eine solche Garantenpflicht begründet.
Schließlich liegt kein strafbares Erschleichen vor, wenn der Täter offen zeigt, dass er das geschuldete Entgelt nicht entrichten will. Ein solches Verhalten lässt sich nach allgemeiner Ansicht sich nicht mehr als ein Erschleichen ansehen. Zu beachten ist, dass die Absicht des Täters klar erkennbar sein muss, um die Strafbarkeit zu vermeiden. Nicht ausreichend hierfür sei das Tragen eines scheckkartengroßen Schildes auf der eigenen Kleidung, da dieses nicht auffällig genug sei. Gleiches gelte für ein T-Shirt oder eine Mütze mit der Aufschrift „Ich fahre schwarz“. Anders verhalte es sich beim Tragen eines deutlich sichtbaren Zettels mit der Aufschrift „Ich fahre umsonst“.

##### Strittiger Fall: „Das schlichte“ Schwarzfahren
Strittig ist, ob das „schlichte“ Schwarzfahren ein tatbestandsmäßiges Erschleichen darstellt. Hierbei nimmt der Täter die Beförderungsleistung äußerlich wie ein regulärer zahlender Kunde in Anspruch und verheimlicht lediglich, dass er das geschuldete Entgelt nicht entrichtet hat. Im Ausgangspunkt besteht dahingehend Einigkeit, dass die bloß unberechtigte Inanspruchnahme der Leistung nicht genügt. Uneinigkeit herrscht jedoch darüber, ob das Schwarzfahren hierüber hinausgeht.
Die Strafgerichte, darunter auch der Bundesgerichtshof, halten ein solches Verhalten ganz überwiegend für tatbestandsmäßig. Sie erblicken das Erschleichen darin, dass der Täter den Anschein erweckt, die Leistung ordnungsgemäß in Anspruch zu nehmen. Dies sei bereits dann gegeben, wenn der Täter die Leistung in einer Weise nutzt, die äußerlich so wirkt, als wäre er hierzu berechtigt. Schließlich bezeichne der Begriff des Erschleichens nach allgemeinen Verständnis Verhaltensweisen, durch die sich eine Person auf unrechtmäßigem, unlauterem oder unmoralischem Weg einen Erfolg verschafft. Daher genüge es für eine Strafbarkeit nach § 265a StGB, wenn sich der Täter während der Inanspruchnahme der Leistung unauffällig verhält, damit keine Zweifel an seiner Berechtigung aufkommen. Es sei nicht notwendig, dass er Schutzvorrichtungen überwindet oder Kontrollen umgeht.
Dieser Auslegung wird vom überwiegenden Schrifttum vorgeworfen, sie führe zu einer vom Gesetzgeber nicht intendierten Ausweitung des Anwendungsbereichs der Norm: Durch die Argumentation der Rechtsprechung begründe letztlich bereits die unbefugte Inanspruchnahme der Beförderungsleistung eine Strafbarkeit, da den Anschein der ordnungsgemäßen Nutzung jeder erweckt, der sich wie ein berechtigter Nutzer verhält. Dies überschreite den Wortlaut des § 265a StGB, da es nicht dem allgemeinen Verständnis des Begriffs Erschleichen entspreche, wenn sich jemand lediglich unauffällig verhält und auf ein weitergehendes betrügerisches Verhalten verzichtet. Überdies sei die Rechtsprechung zum Schwarzfahren systematisch unstimmig. Bei den anderen Handlungsvarianten des § 265a StGB lasse auch sie die bloße Inanspruchnahme nicht für eine Strafbarkeit genügen. Stattdessen fordere sie ein manipulatives Vorgehen des Täters. Das schlichte Schwarzfahren sei jedoch kein solches.
Das Bundesverfassungsgericht teilt die Kritikpunkte des Schrifttums nicht. Es geht davon aus, dass die Sichtweise der Rechtsprechung für mit dem strafrechtlichen Bestimmtheitsgebot aus Art. 103 Abs. 2 GG vereinbar ist. Die lückenschließende Funktion des § 265a StGB erlaube eine weite Auslegung des Begriffs Erschleichen. Ferner sei die von der Rechtsprechung favorisierte Auslegung dieses Begriffs noch mit dessen Wortsinn vereinbar.

#### Zutritt zu einer Veranstaltung oder Einrichtung
Bei Veranstaltungen handelt es sich um einmalig oder für einen bestimmten Zeitraum erbrachte Aufführungen. Hierzu zählen etwa Konzerte, Theateraufführungen und Kinovorstellungen. Bei Einrichtungen handelt es sich hingegen um Angebote, die auf Dauer angelegt sind. Hierzu zählen beispielsweise Bibliotheken, Museen und Schwimmbäder. Beide Tatobjekte müssen über eine körperliche Abgrenzung verfügen, die den ungehinderten Zutritt verhindert. Dies ist beispielsweise bei Parkhäusern mit einer Einfahrtschranke der Fall, nicht jedoch bei frei zugänglichen Parkplätzen, die mit einer Parkuhr ausgestattet sind.
Der Zutritt wird erschlichen, indem der Täter eine Kontrollperson überlistet oder ein Zugangshindernis überwindet. Zu ersterem zählt beispielsweise das Ablenken oder Weglocken einer Kontrollperson oder das Verstecken in einer Menschenmenge. Für letzteres kommen beispielsweise das Klettern über einen Zaun oder das Nutzen eines Notausgangs in Betracht. Kein Erschleichen liegt hingegen vor, wenn der Täter weder eine Kontrollperson überlisten noch ein Hindernis überwinden muss, um die Leistung in Anspruch zu nehmen. Da § 265a StGB nur das Erschleichen des Zutritts verbietet, unterfällt es nach überwiegender Ansicht auch nicht dem Tatbestand der Norm, wenn der Täter ein Angebot in Anspruch nimmt, bei dem das Entgelt erst nach der Inanspruchnahme der Leistung zu entrichten ist. Dies ist etwa regelmäßig bei Parkhäusern der Fall.

### Vorsatz und Absicht zur Nichtentrichtung des Entgelts
Eine Strafbarkeit nach § 265a StGB erfordert gemäß § 15 StGB, dass der Täter mit zumindest bedingtem Vorsatz handelt, er also billigend in Kauf nimmt, dass er die Tatbestandsmerkmale verwirklicht. Insbesondere muss ihm also bewusst sein, dass er kein Anrecht darauf hat, die Leistung zu nutzen.
Darüber hinaus muss der Täter in der Absicht handeln, das Entgelt nicht vollständig zu entrichten. Diese Ersparnis muss also das Ziel seiner Tat sein. Nicht erforderlich ist allerdings, dass sie alleiniges Ziel der Tat ist; es genügt, wenn sie ein notwendiges Zwischenziel ist, etwa wenn es dem Täter hauptsächlich darum geht, Flugblätter in einer Straßenbahn zu verteilen. Da das Gesetz die Tathandlungen weit formuliert, legen einige Instanzgerichte hohe Anforderungen an den Nachweis der Absicht an; notwendig sei hiernach zumindest bei Ersttätern, dass neben der objektiven Tatbegehung zusätzliche Indizien auf die Absicht hindeuten.

## Versuch, Vollendung und Beendigung
Der Versuch des Erschleichens von Leistungen ist strafbar. Zwar stellt § 265a Abs. 1 StGB nur ein Vergehen dar, so dass sich die Strafbarkeit des Versuchs noch nicht aus § 23 Abs. 1 Var. 1 StGB ergibt, § 265a Abs. 2 StGB ordnet die Versuchsstrafbarkeit jedoch ausdrücklich an. In das Versuchsstadium gelangt die Tat etwa, wenn der Täter das Beförderungsmittel betritt, bevor dieses abgefahren ist. Das Vorbereiten der Manipulation einer Sicherheitseinrichtung stellt hingegen im Regelfall eine straflose Vorbereitungshandlung dar.
Die Versuchsphase endet mit der Vollendung des Delikts. Dieser Zeitpunkt ist erreicht, sobald der Täter die Leistung in Anspruch nimmt. Insbesondere bei Leistungen, die über einen längeren Zeitraum hinweg erbracht werden, etwa einer Beförderungsleistung, führt dies zu Abgrenzungsschwierigkeiten zwischen Versuch und Vollendung. Beim Erschleichen einer Beförderung beispielsweise geht die vorherrschende Auffassung von einer Vollendung aus, sobald die Beförderung beginnt, sodass für den Versuch nur ein kurzer Zeitraum verbleibt. Im Versuchsstadium bleibt die Tat jedoch, wenn eine ganz geringfügige, finanziell kaum bezifferbare Inanspruchnahme der Leistung vorliegt, etwa bei einer Entdeckung des Täters nach wenigen Metern.
Beendet ist die Tat, sobald die Leistung vollständig in Anspruch genommen wurde.

## Prozessuales und Strafzumessung
Für das Erschleichen von Leistungen können eine Freiheitsstrafe bis zu einem Jahr oder eine Geldstrafe verhängt werden. Aufgrund dieser niedrigen Höchststrafenandrohung sind gemäß § 47 StGB Freiheitsstrafen unter sechs Monaten nur in Ausnahmefällen anzuordnen. Dementsprechend werden Täter in aller Regel zu Geldstrafen verurteilt. Freiheitsstrafen kommen in erster Linie bei Wiederholungstätern in Frage.
Die Tat wird grundsätzlich als Offizialdelikt von Amts wegen verfolgt, sodass es eines Strafantrags des Verletzten nicht bedarf. Durch den Verweis des § 265a Abs. 3 StGB auf § 247 StGB und § 248a StGB ist ein solcher Antrag jedoch ausnahmsweise erforderlich, wenn das Tatopfer ein Angehöriger, ein Vormund oder ein Betreuer ist oder der durch die Tat entstandene Schaden gering ist. Während ersteres in der Praxis nur selten zutrifft, ist der durch Leistungserschleichtung verursachte Schaden häufig von geringer Höhe, sodass ein Strafantrag oft erforderlich ist. Dabei gehen viele Gerichte von einem Schwellwert von 50 € aus. Bezugspunkt ist dabei der reguläre Fahrpreis, nicht ein etwaiges erhöhtes Beförderungsentgelt für Schwarzfahrer.
Sobald das Delikt beendet ist, beginnt gemäß § 78a StGB die Verfolgungsverjährung. Diese beträgt gemäß § 78 Abs. 3 Nr. 5 StGB drei Jahre.

## Gesetzeskonkurrenzen
Nach Abs. 1 der Norm wird der Täter nicht aus § 265a StGB bestraft, wenn seine Tat durch eine andere Norm mit schwererer Strafe bedroht ist. Der Tatbestand ist daher formell subsidiär gegenüber Delikten mit ähnlicher Schutzrichtung. Verwirklicht der Täter daher beim Erschleichen zugleich tateinheitlich andere Delikte, ist er aus diesen Delikten zu bestrafen, nicht aus § 265a StGB. Dies kommt insbesondere bei Eigentums- und Vermögensdelikten in Betracht, typischerweise Diebstahl (§ 242 StGB), Betrug (§ 263 StGB) und Computerbetrug (§ 263a StGB). Erschleicht sich der Täter also etwa die Beförderungsleistung durch Täuschung einer Kontrollperson, ist er lediglich wegen Betrugs strafbar.
Zu anderen Delikten, etwa dem Hausfriedensbruch (§ 123 StGB) den Falschgelddelikten (§ 146, § 147 StGB) und der Urkundenfälschung (§ 267 StGB) kann das Erschleichen von Leistungen aufgrund deren anderen Schutzzwecks in Tateinheit stehen.

## Kriminologie
Das Bundeskriminalamt gibt jährlich eine Statistik über alle in Deutschland gemeldeten Straftaten heraus, die Polizeiliche Kriminalstatistik. Seit 1993 wird das gesamte Bundesgebiet erfasst. In den Statistiken von 1991 und 1992 wurden die alten Bundesländer und das gesamte Berlin erfasst. Frühere Statistiken erfassen lediglich die alten Bundesländer.
Die Anzahl der gemeldeten Fälle der Leistungserschleichung ist in den vergangenen Jahren nahezu durchgängig angestiegen. Zwischen 1987 und 2015 hat sie sich etwa vervierfacht. Die Leistungserschleichung machte im Jahr 2019 etwas weniger als ein Viertel aller Betrugsdelikte aus. Aufgrund des frühen Vollendungszeitpunkts des Delikts ist der Anteil der Versuche mit knapp über 0 % äußerst gering.
Die mit Abstand häufigste Begehungsform des Erschleichens von Leistungen ist das Schwarzfahren, auf die fast 99 % der gemeldeten Fälle entfallen. Bei dieser Begehungsform ist die Entwicklung der Fallzahlen eng mit dem Kontroll- und Anzeigeverhalten der großen Verkehrsbetriebe verbunden. Dementsprechend wird der starke Rückgang der Fallzahlen zwischen 2015 und 2016 auf eine Änderung dieses Verhaltens zurückgeführt.
Der überwiegende Teil der gemeldeten Fälle verursachte nur geringfügige Vermögensschäden. Durchgängig auf überdurchschnittlichem Niveau bewegt die Aufklärungsquote der angezeigten Fälle mit einem Niveau von annähernd 100 %. Ursächlich hierfür ist, dass das Delikt in aller Regel durch eine Fahrkartenkontrolle beim Täter aufgedeckt wird, sodass beim Aufkommen des Tatverdachts der Tatverdächtige in aller Regel zugegen ist. Überdurchschnittlich hoch ist der Anteil heranwachsender und jugendlicher Verdächtiger.
|      | erfasste Fälle | erfasste Fälle        | erfasste Fälle |                               |
| Jahr | insgesamt      | pro 100.000 Einwohner | Versuche       | Aufklärungsquote angez. Fälle |
| ---- | -------------- | --------------------- | -------------- | ----------------------------- |
| 1987 | 72.805         | 119,1                 | 385 (0,5 %)    | 97,7 %                        |
| 1988 | 76.288         | 124,6                 | 258 (0,3 %)    | 98,1 %                        |
| 1989 | 79.009         | 128,0                 | 277 (0,4 %)    | 97,8 %                        |
| 1990 | 71.007         | 113,3                 | 237 (0,3 %)    | 98,0 %                        |
| 1991 | 78.260         | 120,4                 | 200 (0,3 %)    | 98,4 %                        |
| 1992 | 87.956         | 133,7                 | 274 (0,3 %)    | 98,6 %                        |
| 1993 | 108.576        | 134,1                 | 321 (0,3 %)    | 98,0 %                        |
| 1994 | 108.200        | 133,0                 | 300 (0,3 %)    | 98,0 %                        |
| 1995 | 108.618        | 133,2                 | 246 (0,2 %)    | 98,0 %                        |
| 1996 | 112.519        | 137,5                 | 270 (0,2 %)    | 98,1 %                        |
| 1997 | 120.131        | 146,5                 | 347 (0,3 %)    | 97,9 %                        |
| 1998 | 159.463        | 194,3                 | 419 (0,3 %)    | 98,2 %                        |
| 1999 | 146.264        | 178,3                 | 462 (0,3 %)    | 98,5 %                        |
| 2000 | 148.824        | 181,1                 | 437 (0,3 %)    | 98,3 %                        |
| 2001 | 158.407        | 192,6                 | 468 (0,3 %)    | 98,5 %                        |
| 2002 | 168.290        | 204,1                 | 516 (0,3 %)    | 98,5 %                        |
| 2003 | 176.019        | 213,3                 | 420 (0,2 %)    | 98,1 %                        |
| 2004 | 189.121        | 229,1                 | 366 (0,2 %)    | 98,2 %                        |
| 2005 | 192.930        | 233,9                 | 352 (0,2 %)    | 98,3 %                        |
| 2006 | 194.174        | 235,5                 | 411 (0,2 %)    | 98,7 %                        |
| 2007 | 207.194        | 251,7                 | 431 (0,2 %)    | 98,6 %                        |
| 2008 | 200.211        | 243,5                 | 817 (0,4 %)    | 98,3 %                        |
| 2009 | 220.746        | 269,2                 | 716 (0,3 %)    | 98,6 %                        |
| 2010 | 228.179        | 278,9                 | 462 (0,2 %)    | 98,8 %                        |
| 2011 | 246.944        | 302,1                 | 516 (0,2 %)    | 99,0 %                        |
| 2012 | 256.545        | 313,5                 | 582 (0,2 %)    | 99,2 %                        |
| 2013 | 238.547        | 296,2                 | 594 (0,2 %)    | 99,2 %                        |
| 2014 | 274.322        | 339,6                 | 681 (0,2 %)    | 99,3 %                        |
| 2015 | 279.144        | 343,8                 | 711 (0,3 %)    | 99,3 %                        |
| 2016 | 246.171        | 299,6                 | 629 (0,3 %)    | 99,1 %                        |
| 2017 | 245.696        | 297,7                 | 408 (0,2 %)    | 99,1 %                        |
| 2018 | 213.443        | 257,8                 | 396 (0,2 %)    | 99,0 %                        |
| 2019 | 200.901        | 242,0                 | 355 (0,2 %)    | 98,8 %                        |
| 2020 | 179.267        | 215,6                 | 337 (0,2 %)    | 98,9 %                        |
| 2021 | 166.997        | 200,8                 | 334 (0,2 %)    | 98,7 %                        |
| 2022 | 133.915        | 160,9                 | 261 (0,2 %)    | 98,6 %                        |